# Fernando Marqués
José Fernando Marqués Martín (ur. 4 grudnia 1984 w Madrycie) – hiszpański piłkarz występujący na pozycji pomocnika.

## Kariera klubowa
Fernando Marqués jest wychowankiem Rayo Vallecano. W barwach tej drużyny rozegrał 10 meczów w Primera División, a po zakończeniu sezonu Rayo spadło do Segunda División. W 2004 roku przeszedł do Racingu Santander. Potem grał w Atlético Madryt, skąd został wypożyczony do Castellón. W 2007 roku trafił do Iraklisu Saloniki. Sezon 2009/2010 spędził w zespole Espanyolu Barcelona, natomiast od kolejnego sezonu grał we włoskiej Parmie. Występował też w New York Cosmos B oraz Guadalajarze. W 2016 roku zakończył karierę.

## Kariera reprezentacyjna
Fernando Marqués ma na swoim koncie jeden występ w reprezentacji Hiszpanii do lat 20.